# Зборов (Бардјејов)
Зборов (слч. Zborov) насељено је мјесто са административним статусом сеоске општине (слч. obec) у округу Бардјејов, у Прешовском крају, Словачка Република.

## Становништво
| Година:    | 1994. | 2004.    | 2014.    | 2024.   |
| ---------- | ----- | -------- | -------- | ------- |
| Број људи: | 2424  | 2864     | 3346     | 3670    |
| Разлика:   |       | +18,15 % | +16,82 % | +9,68 % |

| Година:    | 2023. | 2024.   |
| ---------- | ----- | ------- |
| Број људи: | 3623  | 3670    |
| Разлика:   |       | +1,29 % |

Према подацима о броју становника из 2024. године насеље је имало 3670 становника.